# لوئی سوم
لوئی سوم (زاده ۸۶۵ - درگذشت ۵ اوت ۸۸۲) پادشاه فرانک باختری و پسر پادشاه لوئی دوم و همسرش آنسگارد بود. وی همزمان و همپایه با برادرش کارلمان و پس از مرگ پدر در سال ۸۷۹ بر تخت پادشاهی نشست. او نسل چهارم شارلمانی بود.

## زندگینامه

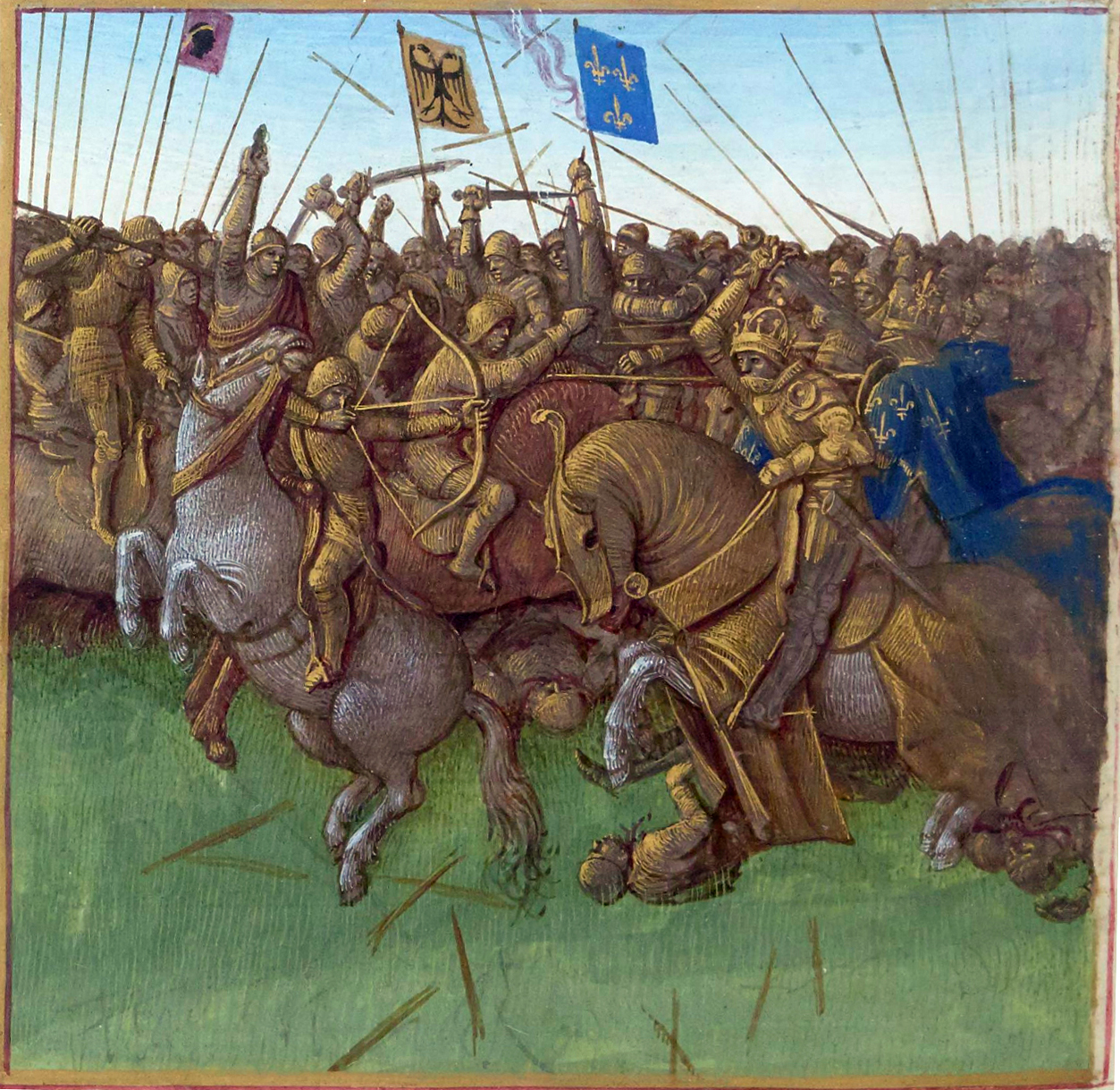
نمایی از نبرد کارلمان و برادرش لوئی سوم با وایکینگ‌ها

دو برادر سرزمین‌های زیر فرمان پدر را میان خویش بخش کردند، بخش شمالی این سرزمین‌ها (نوستریا) بود که به لوئی رسید. چندی پس از آن دو برادر به سوی مرزهای بوزوی پرووانسی که از وفاداری به ایشان برگشته بود لشکر کشیدند و ماکون و بخش‌های شمالی سرزمین زیر فرمان وی را ستاندند. همچنین این دو برادر با یک لشکر همپیمان به سوی مرزهای شارل فربه لشکر کشیدند و چندی نیز وین را در محاصره داشتند که نافرجام ماند.
لوئی سوم همچنین در برابر دزدان دریایی وایکینگ پیروزی‌هایی را در سال ۸۸۱ به دست آورد که در ادبیات آلمانی قدیم، لودویگسلید، در قالب شعری کوتاه به جای مانده‌است. وی ۸۸۲ درگذشت و پادشاهی را به برادرش کارلمان واگذاشت. پیکرش را در کلیسای سن‌دنی به خاک سپردند.